# Grün, grün, grün sind alle meine Kleider
Grün, grün, grün sind alle meine Kleider ist ein bekanntes deutschsprachiges Volkslied aus dem 19. Jahrhundert.

## Herkunft und Geschichte
Das Lied ist seit dem 19. Jahrhundert in vielen Text- und Melodievarianten aus verschiedenen Gegenden des deutschsprachigen Raums bekannt. In der heute verbreiteten Form ist es seit 1870 überliefert.
Die Textstrophen sind auch in dem Lied Liebe in allen Farben enthalten, das Hoffmann von Fallersleben und Ernst Richter in ihren Schlesischen Volksliedern (1842) veröffentlichten. Beigegeben sind verschiedene Melodien, die sich von der heute bekannten Fassung unterscheiden, davon zwei mit den Herkunftsangaben „Bogschütz bei Oels“ bzw. „Aslau bei Bunzlau“. Johann Lewalter veröffentlichte das Lied um 1890 mit ebenfalls abweichender Melodie in seinen Deutschen Volksliedern aus Niederhessen mit der Herkunftsangabe „aus Rengershausen“ (= Rengershausen (Baunatal)?). Ein ähnliches Lied mit dem Textanfang Rot, rot, rot sind alle meine Kleider und anderer Melodie aus der Gegend von Kassel ist bei Erk-Böhme im Deutschen Liederhort überliefert. Auch Abdrucke ähnlicher Volksliedtexte in Kärntner, Schweizer und ostpreußischen Quellen (jeweils ohne Melodien) bezeugen die weite Verbreitung des Liedes.

## Inhalt
Das Lied verbindet Liebeslyrik mit dem Lob auf verschiedene Berufsstände. Farbsymbolik in Liebeslyrik ist seit dem Spätmittelalter bekannt, etwa in dem Lied Nach grüner Farb mein Herz verlangt aus dem 15. Jahrhundert oder in dem Lied Eyn suberlich lytlin. Weitverbreitet sind auch Volks- und Kinderlieder über die Arbeitswelt, obwohl Lieder, die mehrere Berufsgruppen behandeln wie Wer will fleißige Handwerker sehen, eher selten sind. Grün, grün, grün verbindet beide Traditionen und ordnet den Berufen jeweils typische Farben zu. Somit dient das Lied pädagogisch der Farberkennung und deren Zuordnung. So wird in der 1. Strophe bei grünen Kleidern der Jäger, oder in der 2. Strophe bei roten Kleidern der Reiter genannt. Es gibt noch vier weitere Strophen.
Die Assoziation von Farben zu Berufen ist motivisch verwandt mit den Liedern Die liebe Farbe und Die böse Farbe aus dem Zyklus Die schöne Müllerin von Wilhelm Müller (Text, 1821) und Franz Schubert (Musik, 1823).

## Rezeption
Das Lied diente im 19. Jahrhundert häufig als Tanzlied. Heute wird es in Kindergärten und Grundschulen gesungen, oftmals als bewegtes Singspiel in der Form, dass einem Kind eine Farbe zugeteilt wird und dieses singt (bei Grün): Grün, grün, grün sind alle meine Kleider. Das nächste Kind, dem Rot zugeteilt wird, singt: Rot, rot, rot sind alle meine Kleider.

## Melodie und Text
1. Strophe

Grün, grün, grün sind alle meine Kleider;

grün, grün, grün ist alles was ich hab.

Darum lieb ich alles was so grün ist,

weil mein Schatz ein Jäger ist.

2. Strophe

Rot, rot, rot sind alle meine Kleider,

rot, rot, rot ist alles was ich hab.

Darum lieb ich alles was so rot ist,

weil mein Schatz ein Reiter ist.

3. Strophe

Blau, blau, blau sind alle meine Kleider,

blau, blau, blau ist alles was ich hab.

Darum lieb ich alles was so blau ist,

weil mein Schatz ein Matrose ist.

4. Strophe

Schwarz, schwarz, schwarz sind alle meine Kleider,

schwarz, schwarz, schwarz ist alles was ich hab.

Darum lieb ich alles was so schwarz ist,

weil mein Schatz ein Schornsteinfeger ist.

5. Strophe

Weiß, weiß, weiß sind alle meine Kleider,

weiß, weiß, weiß ist alles was ich hab.

Darum lieb ich alles was so weiß ist,

weil mein Schatz ein Müller ist.

6. Strophe

Bunt, bunt, bunt sind alle meine Kleider,

bunt, bunt, bunt ist alles was ich hab.

Darum lieb ich alles was so bunt ist,

weil mein Schatz ein Maler ist.